# Mastaba de Khentika
Le mastaba de Khentika est un édifice funéraire égyptien, sépulture du gouverneur Khentika, situé sur le site Qila al-Dabba, dans l'oasis d'Ad-Dakhla. C'est l'un des seuls témoignages quasiment intacts de l'Égypte de l'Ancien Empire.
Gouverneur de l'oasis d'Ad-Dakhla, Khentika occupe une fonction importante de représentant du pouvoir royal en province. Cette oasis occupée vraisemblablement depuis la IVe dynastie subit un profond développement notamment avec la nomination d'une famille importante à la tête de l'administration de ce territoire. Ainsi, sous le règne de Pépi II, on voit se former des pouvoirs locaux de plus en plus forts.

## Description
Ce mastaba a été fouillé et restauré par Georges Castel ; il a une enceinte de forme carrée mesurant 22,40 mètres de côté et, derrière la façade traditionnelle à redans, se trouve une grande chapelle rectangulaire construite en blocs de calcaire. Le caveau du gouverneur, également en pierre et décoré de peintures, est situé au fond d'une fosse de 9,50 mètres de profondeur. Le mur qui entoure cette fosse contient trois caveaux voûtés, dont l'un est probablement destiné à son fils, Déchérou, qui est mort jeune mais porte le titre de gouverneur. les chambres funéraires étaient accessibles par des puits maçonnés dont l’ouverture affleurait le sol de la cour, même après la construction des infrastructures et le remblai. Un affaissement de la chapelle est survenu assez tôt, dû à la rupture des dalles de grès du plafond de la chambre funéraire de Khentika et au tassement du remblai. 